# Воден кладенец
 Тази статия е за водоизточника.  За други значения вижте Кладенец (пояснение).  
Кла̀денецът е хидротехническо съоръжение, позволяващо достъп до подземни води. Като синоним се използва още архаичното буна̀р, от място където водата се вдига (ср. буна, бунт) или метонимично гера̀н – от устройство улесняващо ваденето на водата, което произхожда от новогръцката дума за жерав или чапла (γερανός).
Кладенчовата вода обикновено съдържа повече минерали, отколкото речната и понякога изисква пречистване или преваряване преди да може да се използва за консумация. Кладенците могат значително да се различават по своята дълбочина, количество и качество на водата, съответно на тяхното предназначение – питейни нужди или напояване.
За изтегляне на водата до повърхността на земята може да се използва електрическа или механична помпа, или както в миналото – с впрегатни животни или на ръка с ведро, окачено на верига, спускано и изкачвано чрез макара или лост.

## Видове кладенци
В зависимост от размера на отвора и необходимата техника на изграждането им, според съвременната номенклатура кладенците могат да бъдат :
- шахтови – при повече от 80 – 100 см в диаметър – провеждат се изкопни работи, изкопът е укрепен със зидария или с бетонни пръстени.
- сондажни (тръбни) – при 10 – 40 см в диаметър – под земната повърхност е прокаран сондаж и са спуснати метални, PVC, етернитови или друг вид тръби.
- набивни – изградени чрез набиване в земята на тръба с малък диаметър.[6]

## Правна рамка
Според българския Закон за водите, за притежаването на кладенец за „собствени потребности на гражданите“ на подземни води не е необходимо разрешително, но е задължителна регистрация на кладенеца, и ползването на вода до 10 куб.м. на денонощие от регистрираните кладенци е безплатно. Не се изисква монтаж на водомер и не се заплащат държавни такси или данъци.

## В народното творчество и литературата
- От девет кладенеца вода донасям: Доказвам правотата си, убеждавам с многобройни аргументи и примери.[2] В „Български притчи или пословици и характерни думи“ на Петко Р. Славейков е записано умотворението: „От девет воденици (кладенци) вода да ти докарам, за да та кандардисам.“[7]
- Копая с игла кладенец: Много трудна и бавна работа върша; или: върша безсмислена работа.[2]
- Пия вода от кладенеца: Получавам знания направо от източника.[2]
- Пил съм вода от друг кладенец: Не съм получил правилно, по истинския път, информация.[2]